# Unternehmen von öffentlichem Interesse
Der Begriff Unternehmen von öffentlichem Interesse wurde durch die Richtlinie 2013/34/EU (Bilanz-Richtlinie) eingeführt.
Gemäß Artikel 2 „Begriffsbestimmungen“ Absatz 1 handelt es sich um ein Unternehmen, auf das mindestens eins der folgenden Kriterien zutrifft:
- Unternehmen, dessen Wertpapiere zum Handel an einem geregelten Markt in der EU zugelassen sind.
- Kreditinstitut
- Versicherungsunternehmen
- Unternehmen, das von einem Mitgliedsstaat so bestimmt wurde.

Auch im deutschsprachigen Raum hat sich der englische Originalbegriff Public Interest Entity bzw. dessen Abkürzung PIE etabliert. Eine deutsche Abkürzung (z. B. UvÖI oder UÖI) ist nicht gebräuchlich, so dass i. d. R. die englische Abkürzung PIE verwendet wird.
Der Originaltext im Rechtsakt lautet:
Artikel 2 Begriffsbestimmungen
Im Sinne dieser Richtlinie bezeichnet der Ausdruck
1. „Unternehmen von öffentlichem Interesse“ Unternehmen im Anwendungsbereich des Artikels 1,
a) die unter das Recht eines Mitgliedstaats fallen und deren übertragbare Wertpapiere zum Handel an einem geregelten Markt eines Mitgliedstaats im Sinne des Artikels 4 Absatz 1 Nummer 14 der Richtlinie 2004/39/EG des Europäischen Parlaments und des Rates vom 21. April 2004 über Märkte für Finanzinstrumente zugelassen sind,
b) die Kreditinstitute im Sinne des Artikels 4 Nummer 1 der Richtlinie 2006/48/EG des Europäischen Parlaments und des Rates vom 14. Juni 2006 über die Aufnahme und Ausübung der Tätigkeit der Kreditinstitute – mit Ausnahme der in Artikel 2 jener Richtlinie genannten Kreditinstitute – sind,
c) die Versicherungsunternehmen im Sinne des Artikels 2 Absatz 1 der Richtlinie 91/674/EWG des Rates vom 19. Dezember 1991 über den Jahresabschluss und den konsolidierten Abschluss von Versicherungsunternehmen sind oder
d) die von den Mitgliedstaaten als Unternehmen von öffentlichem Interesse bestimmt werden, beispielsweise Unternehmen, die aufgrund der Art ihrer Tätigkeit, ihrer Größe oder der Zahl ihrer Beschäftigten von erheblicher öffentlicher Bedeutung sind.